# 중국소년선봉대
중국소년선봉대(중국어 간체자: 中国少年先锋队, 정체자: 中國少年先鋒隊, 병음: Zhōngguó Shàonián Xiānfēng Duì)는 중국공산당이 관리, 운영하는 청소년 조직으로, 1970년대까지 피오네르 성격의 공산주의식 소년 운동을 했다.
일반적으로 중국소년선봉대에 가입한 단원들은 14세 이상이 되면 이 조직을 탈퇴하고 상위조직인 중국공산주의청년단에 가입하는 관행이 있다.

## 역사
중국소년선봉대는 1949년에 중국소년아동대(중국어 정체자: 中國少年兒童隊)라는 이름으로 창립했고, 1953년 6월에 현재의 명칭으로 개칭했다.

## 같이 보기
- 중국공산주의청년단
- 피오네르